# Krefeld Panthers
Der Basketball Club Krefeld Panthers war ein deutscher Basketballverein aus der Stadt Krefeld. Die Herrenmannschaft nahm im Spieljahr 2004/05 am Wettkampfbetrieb der 2. Basketball-Bundesliga teil.

## Geschichte
Der Verein wurde 1988 als Pink Panthers St. Tönis 1988 e.V. gegründet. Die Gründer waren Hartmut Oehmen, der beim neuen Verein das Amt des 1. Vorsitzenden übernahm, Kemal Özokyay, Alexander Kühn, Norbert Vermeulen, Bernd Vermeulen und Arnd Wallerstein. Im Spieljahr 1989/90 nahm der Verein erstmals am Wettkampfbetrieb teil und schickte eine Herrenmannschaft ins Rennen. Im zweiten Jahr kam eine zweite Herrenmannschaft hinzu.
Zur Saison 1991/92 schlossen sich die Mitglieder der Basketballabteilung der DJK Teutonia St. Tönis den Panthers an, die fortan über drei Herren-, eine Damen- sowie mehrere Jugendmannschaften verfügten. 1993 stieg die Herrenmannschaft in die Landesliga auf. Im Spieljahr 1993/94 lief mit Roberto Lee Cook erstmals ein US-Amerikaner für die Herrenmannschaft der Panther auf.
1994 übernahm der Vereinsvorsitzende Oehmen das Amt des Spielertrainers, nachdem er in den Vorjahren stets Leistungsträger der Mannschaft auf dem Feld gewesen war. Unter anderem durch die Verstärkung des aus Mönchengladbach geholten Alexander Aleksic sowie mehrere US-Amerikaner, die auf einem nahen Stützpunkt der US-Armee stationiert waren, stiegen die Panther 1995 in die Oberliga auf. Dort verpassten sie im ersten Jahr als Liganeuling (1995/96) jedoch den Klassenerhalt.
1998 stieg die Mannschaft als unbezwungener Meister wieder in der Oberliga auf, überschattet wurde die Meistersaison 97/98 durch den Tod von Aufbauspieler Hakan Ekinci, der am 11. Januar 1998 im Alter von nur 23 Jahren während eines Spiels an einem Herzinfarkt starb. Nach dem Gewinn des Meistertitels zog sich mit Roberto Cook ein langjähriger Leistungsträger zurück. Zur Saison 1998/99 übernahm der Schotte Jim Helkett das Traineramt, von dem sich die Mannschaft im Laufe der Spielzeit jedoch wieder trennte, obwohl man unangefochten Tabellenführer war. Aleksic wurde neuer Trainer. Erheblich verstärkt wurden die Panther in dieser Saison durch die US-Amerikaner Yancey Taylor und Chris Cummings, die Mannschaft stieg in die 2. Regionalliga auf.
2002 schaffte die Mannschaft den Aufstieg in die 1. Regionalliga, zu den Leistungsträgern gehörten unter anderen Cummings, der mittlerweile 47 Jahre alt war, der Niederländer Henk Pieterse (41) sowie mehrere US-Amerikaner. Nach dem Aufstieg 2002 wurden die erste und zweite Herrenmannschaft ausgegliedert, der Vereinsname wurde in Basketball Club Krefeld Panthers e.V. geändert.
Die Saison 2002/03, in der Cummings auf den Trainerposten gewechselt war, wurde als Vizemeister der 1. Regionalliga West beendet. Für Aufsehen hatten die Krefelder dabei mit wechselnden Spielerbesetzungen gesorgt, unter anderem spielten teils kurzfristig mehrere US-Amerikaner wie Michael Claxton, Duez Henderson, Steven Key für die Mannschaft, um sich dort für Verträge bei anderen Mannschaften zu empfehlen.
Im Spieljahr 2003/04 führte Cummings die Krefelder auf den dritten Rang. Wiederum hatte die Mannschaftszusammensetzung im Laufe der Saison häufig gewechselt, die Amerikaner Duez Henderson und Jason Price gehörten zu den Stammkräften und Leistungsträgern. Da SVD Dortmund und TV Salzkotten als Erst- und Zweitplatzierter auf den Aufstieg in die 2. Basketball-Bundesliga verzichteten, rückte Krefeld nach und stieg auf.
In der Zweitliga-Saison 2004/05 mussten die Panther jedoch direkt wieder absteigen, nachdem sie das Spieljahr als Tabellenletzter der Nordstaffel beendet hatten. 2005 gab Hartmut Oehmen sein Amt als Vereinsvorsitzender an Goran Milosevic ab, Oehmen hatte den Verein als Mitgründer, Spieler, Trainer und Manager bis dahin entscheidend geprägt. In der Saison 2005/06 spielte die Mannschaft in der Regionalliga, dort wurde der Klassenerhalt aber verpasst. Noch im selben Jahr wurde der Verein aufgelöst.